# With Friends from the Orchestra
With Friends from the Orchestra är den brittiska rockgruppen Marillions nittonde studioalbum utgivet 2019. Albumet innehåller nio av deras låtar i nya arrangemang; de spelade in i Peter Gabriels studio Real World och har här samarbetat med stråkkvartetten In Praise Of Folly och med flöjtspelaren Emma Halnan och med Sam Morris på valthorn. Albumet var deras andra som innehöll nyinspelngar av äldre låtar, efter akustiska Less Is More från 2009. Marillion turnerade även på albumet, och återkom för två spelningar på Royal Albert Hall i november 2019.

## Låtlista
1. Estonia
2. A Collection
3. Fantastic Place
4. Beyond You
5. This Strange Engine
6. The Hollow Man
7. The Sky Above the Rain
8. Seasons End
9. Ocean Cloud